# Jevgenij Ivanovič Balabin
Jevgenij Ivanovič Balabin (rusky Евгений Иванович Балабин), narozen 22. prosince 1879 na kozácké stanici u řeky Manyč v oblasti Donského vojska, Ruské impérium - zemřel 27. října 1973 v Rakousku, byl ruský velitel, kozák, pedagog a člen předsednictva KONR.

## Mládí
Pocházel ze šlechtické rodiny z oblasti Donského vojska. Vyrůstal poblíž hřebčína pro kozácké koně. V roce 1900 vystudoval Novočerkasskou kadetní školu a Nikolajevské jízdní učiliště. Jako praporčík (rusky Хорунжий) byl zařazen do gardy kozáckého pluku. V roce 1912 byl povýšen na esaula (kapitána) a od 25. dubna 1913 velel kozácké setnině. 

## První světová válka
Na frontě byl nasazen od prvního dne války. V roce 1915 působil jako pobočník velitele bojové části pluku. Od 30. dubna 1916 byl velitelem 12. donského kozáckého pluku generála-polního maršála knížete Potěmkina Tavrijského.
Na jaře 1917 byl povýšen na generálmajora za chrabrost a vynikající plnění bojových úkolů. Dne 19. srpna 1917 byl jmenován velitelem 2. brigády 9. donské kozácké divize a od 9. ledna 1918 se stal velitelem této divize, sídlící v Novočerkassku.

## Ruská občanská válka
Od počátku Ruské občanské války bojoval na straně bílých oddílů. V roce 1918 velel obraně Novočerkasska. Po zvolení P. N. Krasnova atamanem donské armády byl jmenován členem Donské vlády a vedoucím armádního oddělení chovu koní. 
20. července 1919 byl rozkazem donské armádě povýšen na generálporučíka. 
6. března 1920 spolu se zbytky donského vojska opustil Novorossijsk. Od 16. března 1920 zastával v Sevastopolu funkci předsedy Komise pro záchranu majetku Donského vojska.

## Emigrace mezi válkami
Po porážce bílých armád byl evakuován do Istanbulu (Konstantinopol), kde působil jako vychovatel na Ruském reálném reformovaném gymnáziu Všeruského svazu měst v Konstantinopoli. Následně se v roce 1921 usadil v Československu v Moravské Třebové, kde působil na ruském gymnáziu. Škola byla od roku 1935 přesunuta do Prahy, kde jako pedagog pracoval až do roku 1939, kdy byl penzionován.

## Druhá světová válka
Od roku 1939 zastával funkci atamana kozáků Protektorátu Čechy a Morava a po napadení SSSR v roce 1941 se podílel na formování kozáckých jednotek v sestavě wehrmachtu.
Od roku 1940 byl odpovědným redaktorem časopisu Vestnik Obščekazačjego objedinenija v Protektorate Čechija i Moravija. Od roku 1940 stanul v čele Všekozáckého spolku v Německé říši, na Slovensku a v Maďarsku. Tuto funkci zastával až do roku 1945 do zániku spolku.

Z tohoto titulu byl v roce 1944 generálem Vlasovem přizván do jeho hnutí. Do činnosti se zapojil jako člen předsednictva KONR a účastnil se jeho ustavení v Praze 14. listopadu 1944. Dne 6. prosince 1944 o hnutí generála Vlasova napsal svému příteli toto:
"Hnutí generála Vlasova je jedinou nadějí na záchranu naší trýzněné vlasti a všichni jeho věrní synové musí vydat veškerou svou sílu, aby podpořili toto hnutí. Musíme se zapojit do boje proti bolševismu a nečekat na hodinu, kdy přijde židovský komisař a hrubě nás postaví ke zdi..."
Kozácký generál Balabin v KONR však kozáky zastupoval jen formálně, a proto s ním generál Vlasov nepočítal na velitelské místo. Kozáky bojující na straně Německa v té době reprezentovaly především osobnosti Krasnova a Domanova. V hnutí podléhal přímo náčelníkovi štábu KONR Truchinovi, ale skutečně nevelel žádné významnější síle, byť formálně velel 1. donskému pěšímu pluku.

## Emigrace po válce
Balabin nebyl sovětským občanem, proto se na něj nevztahovalo ujednání Jaltské konference o vydávání sovětských občanů do SSSR, ale z důvodů své činnosti v KONR měl důvodné obavy z vydání. Proto se raději ukrýval v rozmezí května 1945 až do května 1947 poblíž města Salcburku, aby nakonec zvolil emigraci do Chile. Jedna z jeho dcer (Lydia) zůstala žít v Praze a pokoušela se ho přemluvit k návratu do Československa. Tento návrat odmítl. V roce 1959 se přestěhoval ke své dceři Olze do Vídně, kde také sepsal své paměti. Ve Vídni také zemřel a je pohřben na ruském oddělení Ústředního vídeňského hřbitova.

## Literární tvorba
Je autorem knihy Daleké a blízké, staré a nové (rusky Далекое и близкое, старое и новое) ISBN 978-5-9524-3718-0, která popisuje v memoárové podobě osudy šlechtického rodu Balabinů a jeho vlastní osud v kontextu občanské války v Rusku. Knihu sespal v exilu v Chile.